# Comme une fleur des champs
Pour plus de détails, voir Fiche technique et Distribution.
Comme une fleur des champs (野菊の如き君なりき, Nogiku no gotoki kimi nariki) est un film japonais réalisé par Keisuke Kinoshita, sorti en 1955.

## Synopsis
Masao, un homme âgé retourne dans son village natal après l'avoir quitté pendant près de soixante ans. Tandis qu'il redécouvre les endroits qu'il a fréquenté durant son enfance, il se remémore sa jeunesse, son amour pour sa cousine Tamiko promise à un mariage arrangé et son départ du village afin de pouvoir étudier. 

## Fiche technique

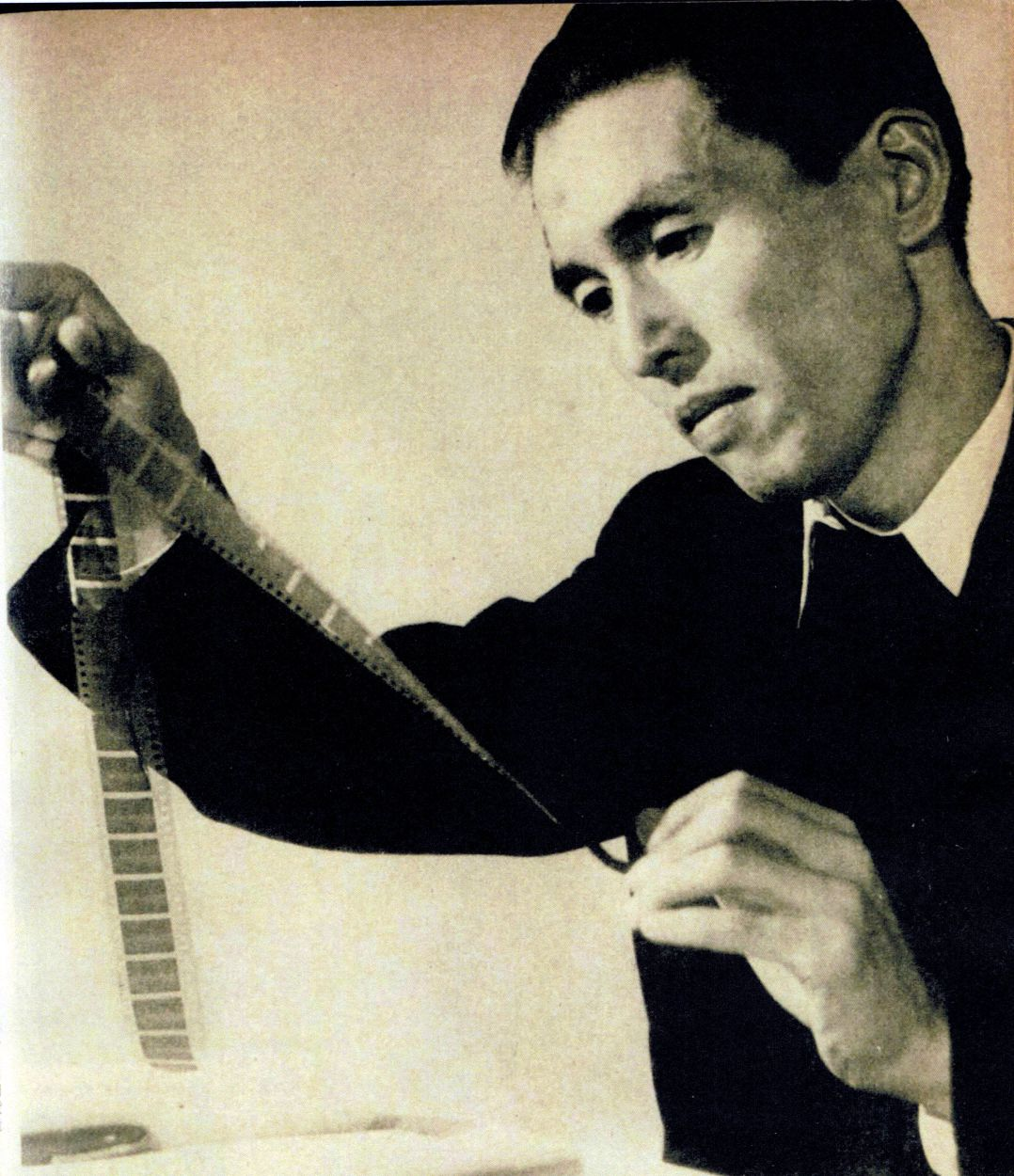
Le directeur de la photographie Hiroshi Kusuda en 1955.

- Titre original : 野菊の如き君なりき (Nogiku no gotoki kimi nariki?)
- Titre français : Comme une fleur des champs[1]
- Titre anglais : She Was Like a Wild Chrysanthemum
- Réalisation : Keisuke Kinoshita
- Scénario : Keisuke Kinoshita, d'après un roman de Itō Sachio
- Photographie : Hiroshi Kusuda (ja)
- Montage : Yoshi Sugimura
- Musique : Chūji Kinoshita (ja)
- Direction artistique : Kisaku Itō (en)
- Société de production : Shōchiku
- Pays d'origine :  Japon
- Langue originale : japonais
- Format : noir et blanc - 1,37:1 - 35 mm - son mono
- Genre : drame - film romantique
- Durée : 100 minutes (métrage : dix bobines - 2 527 m[2])
- Dates de sortie :
  - Japon : 29 novembre 1955[2]
  - France : 15 mai 1956[1]

## Distribution
- Noriko Arita : Tamiko
- Chishū Ryū : Masao, à l'âge de 73 ans
- Shinji Tanaka : Masao, adolescent
- Haruko Sugimura : la mère de Masao
- Takahiro Tamura : Eizo
- Toshiko Kobayashi : Omasu, la servante
- Kappei Matsumoto : un batelier
- Kazuko Motohashi : la mère de Tamiko
- Nobuo Takagi : le père de Tamiko
- Kumeko Urabe : la grand-mère de Tamiko
- Keiko Yukishiro : la belle-sœur de Tamiko

## Autour du film
Keisuke Kinoshita fait le choix lors des séquences en flashback d'entourer l'image d'un cadre ovale, à la manière typique des photographies de l'époque.

## Récompenses
- 1956 : prix Blue Ribbon de la meilleure photographie pour Hiroshi Kusuda (ja) (conjointement pour Nuages lointains)[4]
- 1956 : prix Mainichi de la meilleure photographie pour Hiroshi Kusuda (ja) (conjointement pour Nuages lointains)[5]